# Tierkreiszeichen

Der in Tierkreiszeichen unterteilte Tierkreis.
Richtungspfeile für die jährliche Bewegung der Sonne am Himmel und der täglichen des Himmels relativ zur Erde (Bildmitte)

Als Tierkreiszeichen werden die zwölf gleich großen 30°-Abschnitte der Ekliptik bezeichnet, die durch Aufteilung des Zodiaks (deutsch „Tierkreis“) gebildet werden. Die Ekliptik als die Bahnebene der Erde ist zugleich die Ebene, in der beim jährlichen Umlauf scheinbar die Sonne ihre Bahn auf der Himmelskugel vor dem Hintergrund des Sternenhimmels zieht. Beginnend am Frühlingspunkt als dem Schnittpunkt von Ekliptik und Himmelsäquator bewegt sich die Sonne im Lauf eines Jahres durch die 12 Zeichen, angefangen mit dem Tierkreiszeichen Widder.
Den Tierkreiszeichen und darauf bezogenen Positionsangaben wird traditionell bis heute eine zentrale Bedeutung in der Astrologie zugeschrieben. In der Astronomie ist für Positionsangaben von Planeten heute die ekliptikale Länge üblich. Beide Angaben können leicht ineinander umgerechnet werden, so ist 12°♉︎ (die übliche Notation für 12° im Stier) gleich 30° + 12° = 42° in ekliptikaler Länge, da das Zeichen Stier auf 30° ekliptikaler Länge beginnt. Grad 0° eines Zeichens wird als die Zeichenspitze oder einfach Spitze bezeichnet.

Zusammenschau von Sternbildern des Tierkreises und Tierkreiszeichen

Die Namen der Tierkreiszeichen rühren daher, dass im Altertum die Position der Sonne in der Ekliptik zu bestimmten Jahreszeiten mit den damals benannten Sternbildern übereinstimmte. So befand sich damals die Sonne am Frühlingspunkt, also zur Zeit der Frühjahrstagundnachtgleiche, tatsächlich im Sternbild Widder. Aufgrund der Präzession, der langsamen Wanderung des Frühlingspunktes, befindet sich der Frühlingspunkt heute im Sternbild der Fische und die Tierkreiszeichen stimmen nicht mehr mit den Sternbildern überein. Man unterscheidet daher den tropischen Tierkreis der Tierkreiszeichen von dem siderischen Tierkreis der Tierkreissternbilder.
Die westliche Astrologie orientiert sich dabei seit der Antike am tropischen Tierkreis, die indische Astrologie dagegen weiterhin am siderischen Tierkreis der Sterne und Sternbilder, weshalb man in diesem Zusammenhang auch von siderischer Astrologie spricht.

## Die zwölf Tierkreiszeichen
| Tierkreiszeichen | Tierkreiszeichen | Tierkreiszeichen      | Symbolik   | Symbolik | ekliptikale Länge | Zeitraum des scheinbaren Sonnendurchgangs a |
| deutsch          | lateinisch       | altgriechisch         | Symbolik   | Symbolik | ekliptikale Länge | Zeitraum des scheinbaren Sonnendurchgangs a |
| ---------------- | ---------------- | --------------------- | ---------- | -------- | ----------------- | ------------------------------------------- |
| Widder           | Aries            | Κριός Kriós           | Widder     |          | 0°–30°            | 21. März – 20. April                        |
| Stier            | Taurus           | Ταῦρος Taúros         | Stier      |          | 30°–60°           | 21. April – 21. Mai                         |
| Zwillinge        | Gemini           | Δίδυμοι Dídymoi       | Zwillinge  |          | 60°–90°           | 22. Mai – 21. Juni                          |
| Krebs            | Cancer           | Καρκίνος Karkínos     | Krebs      |          | 90°–120°          | 22. Juni – 22. Juli                         |
| Löwe             | Leo              | Λέων Léōn             | Löwe       |          | 120°–150°         | 23. Juli – 22. August                       |
| Jungfrau         | Virgo            | Παρθένος Parthénos    | Jungfrau   |          | 150°–180°         | 23. August – 22. September                  |
| Waage            | Libra            | Ζυγὁς Zygós           | Waage      |          | 180°–210°         | 23. September – 22. Oktober                 |
| Skorpion         | Scorpio          | Σκορπίος Skorpíos     | Skorpion   |          | 210°–240°         | 23. Oktober – 22. November                  |
| Schütze          | Sagittarius      | Τοξότης Toxótēs       | Schütze    |          | 240°–270°         | 23. November – 20. Dezember                 |
| Steinbock        | Capricornus      | Αἰγοκερεύς Aigokereús | Steinbock  |          | 270°–300°         | 21. Dezember – 19. Januar                   |
| Wassermann       | Aquarius         | Ὑδροχόος Hydrochóos   | Wassermann |          | 300°–330°         | 20. Januar – 18. Februar                    |
| Fische           | Pisces           | Ἰχθύες Ichthýes       | Fische     |          | 330°–360°         | 19. Februar – 20. März                      |

Bahn
Siehe zum Vergleich auch die Ekliptiksternbilder im Artikel Zodiak mit den Zeiten der Sonnendurchgänge durch die unterschiedlich großen Sternbilder.

### Datumsangaben
Die Grenzen der zwölf nach ekliptikaler Länge gleich großen Abschnitte von (tropischen) Tierkreiszeichen sind wie die der astronomischen Jahreszeiten auf den Frühlingspunkt bezogen. Doch verschieben sich im Laufe der Zeit dieser Bezugspunkt und der sonnennächste Bahnpunkt gegeneinander (das Perihel wird derzeit im Januar erreicht). Da die Erde auf ihrer elliptischen Bahn mit unterschiedlicher Geschwindigkeit umläuft, dauern die vier Jahreszeiten nicht gleich lange wie auch die Zeitspannen für die Passage der zwölf 30°-Abschnitte von verschiedener Dauer sind. Dem Zeitpunkt des Übertritts der Sonne von einem ins nächste Tierkreiszeichen lässt sich   daher kein festes Datum im Jahr zuordnen; im Kalenderjahr kommt es zudem schon infolge der Schalttage zur Variation von Datumsangaben.

## Tropische und siderische Astrologie
Es gibt zwei verschiedene Tierkreise, den tropischen Tierkreis und den siderischen Tierkreis. Beide teilen die Ekliptik in 12 gleich große Abschnitte zu je 30° ein und unterscheiden sich nur im Anfangspunkt. Der Anfangspunkt ist beim siderischen Tierkreis festgelegt auf eine bestimmte Position am Himmel, beim tropischen Tierkreis ist es der Frühlingspunkt, der sich aufgrund der Präzession mit einer Geschwindigkeit von etwa 50″ pro Jahr entgegen der Laufrichtung der Sonne durch die Tierkreiszeichen bewegt und so im Lauf von 25.800 Jahren, einem Zeitraum, der auch als Platonisches Jahr bezeichnet wird, einmal ganz um den Tierkreis bewegt. Bei astronomischen Positionsangaben – zum Beispiel von Planetenpositionen in Ephemeriden – ist daher stets auch der Zeitpunkt zu berücksichtigen, auf den sich Angaben beziehen. Derzeit ist das Äquinoktium 2000.0 üblich, das heißt, alle Angaben beziehen sich auf die Position des Frühlingspunktes am 1. Januar 2000 12:00 UT.
In der westlichen Astrologie wird seit der Antike der tropische Tierkreis verwendet, in anderen Kulturkreisen, zum Beispiel der indischen Astrologie, wird der siderische Tierkreis verwendet. Entsprechend dem jeweiligen System spricht man auch von tropischer bzw. siderischer Astrologie.

### Tropischer Tierkreis
Der tropische Tierkreis orientiert sich am Frühlingspunkt, dem Zeitpunkt der Frühjahrstagundnachtgleiche und damit auch an den Wendepunkten (Sommersonnenwende auf 0° Krebs und Wintersonnenwende auf 0° Steinbock). Daher rührt auch der Name, denn trópoi (τρόποι) bedeutet im Griechischen „Wendungen“ oder „Wendepunkte“.
Als vermutlich ab dem 3. Jahrhundert v. Chr. das astrologische System im hellenistisch geprägten Alexandria entwickelt wurde, stimmten der tropische und der siderische Tierkreis noch weitgehend überein. Im Vergleich mit damals stehen die beiden Tierkreise heute jedoch ca. 30° verschoben zueinander. Wenn also derzeit beispielsweise Anfang Januar die Sonne im Tierkreiszeichen Steinbock steht, befindet sie sich am Himmel im Sternbild Schütze. Um Christi Geburt, doch wahrscheinlicher rund 100 Jahre davor, wechselte der Frühlingspunkt vom Sternbild Widder in das Sternbild Fische, was im späteren 20. Jahrhundert in der New-Age-Strömung kosmologisch als Beginn des Fische-Zeitalters gedeutet wurde.

### Siderischer Tierkreis
Die indische Astrologie, auch als Vedische Astrologie bekannt, benutzt den siderischen Tierkreis. Sie teilt die Ekliptik wie beim tropischen Tierkreis in zwölf Abschnitte zu 30° und orientiert sich nach wie vor an dem Sternbild Widder als Beginn für den Tierkreis, dessen Ayanamsha-Wert, die Differenz zwischen Startpunkt und Frühlingspunkt, laut offizieller indischer Festlegung so ist, dass der Stern Spica im siderischen Tierkreis stets auf 0° Waage steht. Die Position des Frühlingspunktes im siderischen Tierkreis wandert dabei langsam und hatte am 1. Januar 2000 die Position 23°51'11".

## Geschichte der Tierkreiszeichen
Früheste Formen astrologischer Deutung der jahreszeitlichen Veränderung des Sternenhimmels und der Sonnenposition waren die ältesten Kalender in Mesopotamien und in Ägypten und die darin enthaltenen Bewertungen einzelner Tage und Zeitabschnitte als gut oder schlecht geeignet für bestimmte Tätigkeiten, also die ägyptischen Tagewählkalender spätestens ab dem zweiten Jahrtausend v. Chr. bzw. die mesopotamischen Tagewählkalender mit ersten Belegen im 3. Jahrtausend v. Chr. Ein bedeutendes Zeugnis ist das Kalenderwerk MUL.APIN, in dem einige der heute bekannten Tierkreissternbilder bereits genauso benannt und beschrieben werden.
In der altägyptischen Spätzeit soll dann eine Verschmelzung von ägyptischen und babylonischen Tierkreiszeichen erfolgt sein.
Herodot schrieb Mitte des 5. Jahrhunderts v. Chr. vermutlich mit Bezug auf die Dekansterngottheiten über die Astrologie der Ägypter:

„Ferner ist von den Ägyptern auch zuerst festgestellt worden, welcher Monat und Tag den einzelnen Göttern heilig ist und welche Schicksale, welches Ende und welchen Charakter die an diesem oder jenem Tage Geborenen haben werden. Griechische Dichter haben diese Dinge ebenfalls übernommen. Und Vorzeichen haben die Ägypter weit mehr herausgefunden als alle anderen Völker. Wenn etwas Auffälliges geschieht, achten sie auf dessen Folgen und schreiben sie auf. Bei einem ähnlichen Vorfall in der Zukunft glauben sie dann, es müssten wieder die gleichen Folgen eintreten.“

Der vollständige Tierkreis mit seinen zwölf Sternbildern auf der Ekliptik entstand im 5. Jahrhundert v. Chr. im Achämenidenreich. Im 4. Jahrhundert v. Chr. entwickelte sich, wohl schon nach der hellenistischen Eroberung des Gebietes unter den Seleukiden, die Aufteilung des Tierkreises in abstrakte „Zeichen“ zu je 30° sowie die erstmals nachweisbare mathematische Astronomie, welche es ermöglichte, die Planetenpositionen vorauszuberechnen.
Der Aufteilung des Tierkreises in zwölf gleiche 30°-Abschnitte könnte in Anlehnung an ein in den babylonischen Texten verwendetes „Ideal-Jahr“ von 12 Monaten zu je 30 Tagen entstanden sein. Der Anfang des Jahres mit der Frühlingstagundnachtgleiche und dem Tierkreiszeichen Widder entspricht dann dem Monat Nisannu und dem Sternbild Widder in MUL.APIN. Die weiteren Sternbildentsprechungen wurden dann gemäß den 12 Idealmonaten zugeordnet.
Im ägyptischen Ptolemäerreich wurde der babylonische Tierkreis mit der Idee der am Horizont aufsteigenden Dekansterne verbunden. Später fand der Gedanke, den einzelnen Tierkreiszeichen bestimmte Grunddeutungen zuzuordnen, seine Fortsetzung. Astrologisch-astronomische Traditionen aus dem mesopotamischen Raum bzw. dem neubabylonischen Reich und Achämenidenreich wurden mit den Bedeutungen der bereits seit langem in Ägypten (s. ägyptischer Kalender und Nutbuch) praktizierten Unterteilung des Fixsternhimmels in Dekane und Grade vermischt. Später entwickelten sich daraus die eigenständige Dekan- und Grad-Astrologie, in der jedem Dekan bzw. Gradabschnitt eine eigene Bedeutung zugeordnet wurde.

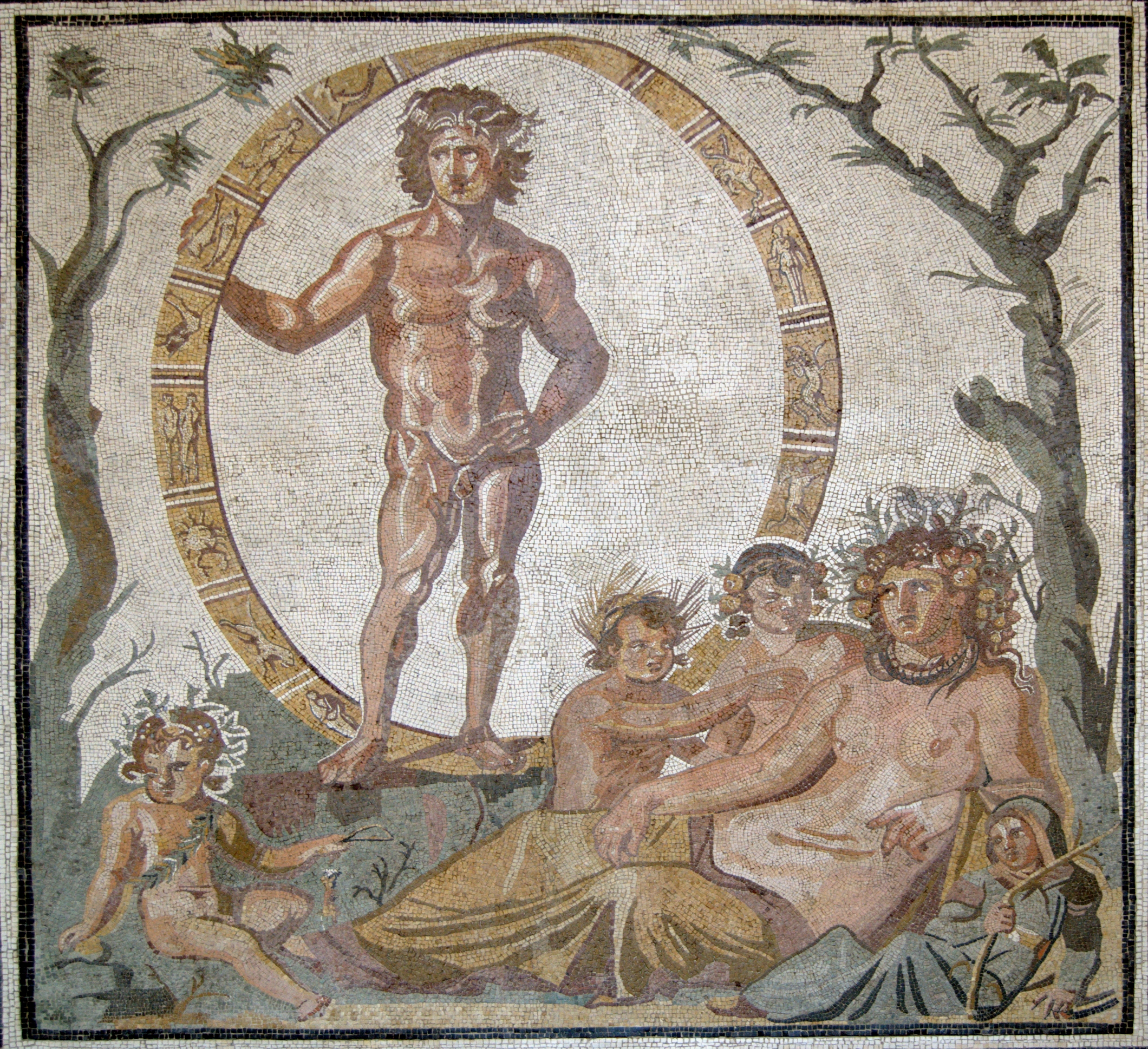
Die Gottheit Aion im Tierkreis stehend (römisches Mosaik, 3. Jhdt.)

Die hellenistische Astrologie legte diesen babylonisch-ägyptisch-griechischen Tierkreis zugrunde, ordnete den einzelnen Zeichen Deutungen zu und gruppierte sie und entwickelte so das im Wesentlichen bis heute gültige System der westlichen Astrologie.
Zōidiakós (ζῳδιακός), die griechische Bezeichnung für den Tierkreis, lebt im Begriff Zodiak weiter. Die einzelnen Tierkreiszeichen wurden von den Griechen oikos (οἶκος) genannt, im Lateinischen domus. Beides bedeutet „Haus“ oder „Wohnort“, wodurch eine gewisse Verwirrung und mögliche Verwechslungen zwischen Tierkreiszeichen und Häusern beruhen.
In der Gegenwart erscheinen in den Medien immer wieder einmal Berichte über die angebliche Entdeckung eines 13. Tierkreiszeichens Schlangenträger. Demzufolge müssten auch die Zeiträume der Sternzeichen korrigiert werden, was den Geburtstag vieler Menschen in ein anderes Tierkreiszeichen verschieben würde. Diese Meldungen beruhen jedoch auf der Verwechslung von Sternbildern mit Tierkreiszeichen. Laut der Festlegung der Grenzen der Sternbilder durch die IAU von 1928 liegt tatsächlich ein Teil der Ekliptik im Sternbild Schlangenträger. Die betreffenden (schwachen) Sterne des Schlangenträgers wurden in der Antike noch dem Skorpion zugeordnet.
Obwohl der Sachverhalt also längst klar und bekannt ist, erscheinen derartige „Sensationsmeldungen“ immer wieder, zuletzt 2011 und 2016.

## Deutung und Zuordnungen
Um die Tierkreiszeichen für die astrologische Deutung nutzbar zu machen, braucht es Zuordnungen und Entsprechungen über die natürliche jahreszeitliche Entsprechung hinaus. Die natürliche Entsprechung ist die Jahreszeit, in der sich die Sonne in dem betreffenden Zeichen befindet. In Analogie wird dann die Jahreszeit mit einem der vier Lebensalter gleichgesetzt.
| Tierkreiszeichen              | Jahreszeit | Lebensalter |
| ----------------------------- | ---------- | ----------- |
| Widder, Stier, Zwillinge      | Frühling   | Kindheit    |
| Krebs, Löwe, Jungfrau         | Sommer     | Jugend      |
| Waage, Skorpion, Schütze      | Herbst     | Mannheit    |
| Steinbock, Wassermann, Fische | Winter     | Alter       |

Weitere Zuordnungen wurden im Lauf der Geschichte der Astrologie hergestellt, namentlich Zuordnungen der Tierkreiszeichen zu
- den vier Elementen,
- den drei Qualitäten,
- den sieben Planeten,
- den Körperteilen und
- den Weltgegenden.

Einige dieser Zuordnungen wie etwa die zu Körperteilen oder den Weltgegenden erweiterten sich im Laufe der Zeit zu Teilgebieten der Astrologie wie der Astromedizin (bei der unter anderem bestimmte Therapien unter bestimmten Tierkreiszeichen bzw. Ansichten der Gestirne durchgeführt wurden) bzw. der Astrogeographie. Das gelegentliche Schneiden von Siegeln in Edelsteine fand, um den Siegeln eine magische Wirkung zu verleihen, dem Lauf der Planeten und den Bahnen der Sternzeichen entsprechend statt.

### Elemente

Triplizitäten, die Zuordnungen der Zeichen zu den vier Elementen

Bereits in der Antike wurden Entsprechungen zwischen den Vier Elementen und den Tierkreiszeichen festgelegt. Dabei wurden jeweils drei Zeichen ein Element zugeordnet und zwar derart, dass die Spitzen der Zeichen vier einander überlagernde gleichseitige Dreiecke (Trigone) bildeten. Diese Gruppen zu je drei Zeichen werden Triplizitäten genannt. Man spricht in diesem Zusammenhang von der Triplizät der Feuerzeichen, der Erdzeichen, der Luftzeichen und der Wasserzeichen.
Die Elemente wieder weisen zahlreiche esoterische Entsprechungen in anderen Bereichen auf, so zum Beispiel zu den vier Temperamenten, den vier Körpersäften usw. Diese Entsprechungen waren bereits in der griechischen Philosophie etabliert, so geht die Entsprechung von Elementen und regelmäßigen Körpern auf Platon und die Zuordnung von Eigenschaftspaaren (warm/kalt, trocken/feucht) auf Aristoteles zurück. Ausgeführt und erweitert wurden diese Zuordnungen dann von den antiken Astrologen, namentlich Antiochos von Athen, Vettius Valens und vor allem von Ptolemäus in seinem Tetrabiblos. In Mittelalter und Renaissance wurden weitere Entsprechungen hinzugefügt, christlich geprägte wie die zu den vier Erzengeln oder alchemistische wie die Elementargeister des Paracelsus.
Die folgende Tabelle gibt eine Übersicht der verschiedenen Zuordnungen:
| Tierkreiszeichen             | Element | Symbol | regelmäßiger Körper | Eigenschaft      | Körpersaft       | Temperament   | Erzengel | Elementargeist |
| ---------------------------- | ------- | ------ | ------------------- | ---------------- | ---------------- | ------------- | -------- | -------------- |
| Widder, Löwe, Schütze        | Feuer   | 🜂      | Tetraeder           | warm und trocken | Gelbe Galle      | cholerisch    | Michael  | Salamander     |
| Stier, Jungfrau, Steinbock   | Erde    | 🜃      | Würfel              | trocken und kalt | Schwarze Galle   | melancholisch | Uriel    | Gnom           |
| Zwillinge, Waage, Wassermann | Luft    | 🜁      | Oktaeder            | feucht und warm  | (Rotes) Blut     | sanguinisch   | Raphael  | Sylphe         |
| Krebs, Skorpion, Fische      | Wasser  | 🜄      | Ikosaeder           | kalt und feucht  | (Weißer) Schleim | phlegmatisch  | Gabriel  | Undine         |

### Polarität
Weiter werden den Polaritäten Tag/Nacht und männlich/weiblich Zeichen zugeordnet, derart, dass die Feuer- und Luftzeichen (Widder, Löwe, Schütze, Zwillinge, Waage, Wassermann) als männliche Tagzeichen gelten und die Erd- und Wasserzeichen (Stier, Krebs, Jungfrau, Skorpion, Steinbock, Fische) als weibliche Nachtzeichen. Daraus ergibt sich, dass die Polaritäten im Tierkreis abwechselnd aufeinander folgen, beginnend mit dem Widder als männliches Tagzeichen.

### Qualitäten

Quadrate der kardinalen, festen und veränderlichen Zeichen

Eine weitere Interpretationsmöglichkeit eröffnen die sogenannten Qualitäten. Dabei werden zunächst die vier Kardinalpunkte auf der Ekliptik betrachtet, also die Punkte der Äquinoktien (Frühlingspunkt und Herbstpunkt) und der Sonnwenden (Sommersonnenwende und Wintersonnenwende). Diese Punkte sind zugleich die Spitzen der Tierkreiszeichen Widder und Waage bzw. Krebs und Steinbock, weshalb man diese vier Zeichen Kardinalzeichen bzw. kardinal nennt. Man geht nun davon aus, dass die Wirkung eines Gestirns in einem Kardinalzeichen besonders stark sei, vor allem zur Spitze hin. Die angebliche Wirkung in den in Richtung des Jahreslaufs angrenzenden Zeichen Stier, Löwe, Skorpion und Wassermann ist nicht mehr so stark, also eher mittelmäßig. Man nennt diese Zeichen aber nicht mittelmäßig, sondern fix oder fest. In den von den Kardinalpunkten am weitesten entfernten Zeichen Zwillinge, Jungfrau, Schütze und Fische ist die Wirkung dann schwach. Diese Zeichen nennt man veränderlich, beweglich, flexibel, gemeinschaftlich oder gewöhnlich.
Aus dieser Zuordnung ergeben sich im Horoskop drei Quadrate, eines für jede Qualität.

### Planeten
Einer auf Ptolemäus zurückgehenden antiken Tradition gemäß werden die seit der Antike bekannten sieben Planeten jeweils zwei Tierkreiszeichen als Domizil zugeordnet, nämlich jeweils ein Tagdomizil und ein Nachtdomizil, mit Ausnahme der Sonne und des Mondes, die jeweils nur ein Zeichen regieren. Das dem Domizil genau gegenüber liegende Zeichen wird Exil genannt. Man sagt dann, dass der Planet der Regent des Zeichens sei bzw. der Zeichenherrscher.
Die Aufteilung entspricht dabei einer dualistischen Spekulation (Tag/Nacht, männlich/weiblich, positiv/negativ), weshalb man in der Astrologie zum Beispiel den Mars in dessen Nachtzeichen Skorpion einen negativen Mars nennt.
Die traditionellen Zuordnungen sind:
| Planet  | Tagdomizil | Nachtdomizil | Tagexil    | Nachtexil  |
| ------- | ---------- | ------------ | ---------- | ---------- |
| Sonne   | Löwe       | Löwe         | Wassermann | Wassermann |
| Mond    | Krebs      | Krebs        | Steinbock  | Steinbock  |
| Merkur  | Zwillinge  | Jungfrau     | Schütze    | Fische     |
| Venus   | Stier      | Waage        | Skorpion   | Widder     |
| Mars    | Widder     | Skorpion     | Waage      | Stier      |
| Jupiter | Fische     | Schütze      | Zwillinge  | Jungfrau   |
| Saturn  | Wassermann | Steinbock    | Krebs      | Löwe       |

Hintergrund dieser Zuordnung ist, dass aus symbolischen Gründen der Sonne das Zeichen Löwe und dem Mond der benachbarte Krebs zugewiesen wurde. Die restlichen 10 Zeichen wurden dann paarweise den folgenden Planeten zugewiesen, also dem Merkur die an den Krebs anschließenden Zwillinge und die an den Löwen anschließende Jungfrau usw. Die Zeichen der Tagseite sind dabei in der Folge des Jahreslaufs Wassermann bis Krebs, die der Nachtseite Löwe bis Steinbock. Eigentümlicherweise ist so betrachtet die Sonne Nachtherrscher und der Mond Tagherrscher.
Nach der Entdeckung weiterer Planeten ab dem 19. Jahrhundert wurde von Astrologen versucht, die neu gefundenen Planeten Uranus, Neptun und Pluto in das klassische Schema einzupassen. Für Uranus und Neptun wurde inzwischen ein gewisser Konsens hergestellt, die Einordnung von Pluto ist auch in der Astrologie umstritten. Eine verbreitete moderne Einordnung ist:
- Uranus als Tagherrscher im Wassermann anstelle von Saturn
- Neptun als Tagherrscher in den Fischen anstelle von Jupiter
- Pluto als Nachtherrscher im Skorpion anstelle des Mars

Neben der Zuordnung zu den Domizilen gibt es noch die sogenannten Hypsomata, Punkte des Tierkreises, an denen die Natur eines Planeten sich besonders stark ausprägen soll. Man spricht dann von Erhöhung oder Exaltation. An den jeweils genau gegenüberliegenden Punkten soll ein Planet dann besonders schwach wirken, was als Depression bzw. Fall bezeichnet wird. Die betreffenden Punkte sind:
| Planet  | Exaltationspunkt | Depressionspunkt |
| ------- | ---------------- | ---------------- |
| Sonne   | 19° Widder       | 19° Waage        |
| Mond    | 3° Stier         | 3° Skorpion      |
| Merkur  | 15° Jungfrau     | 15° Fische       |
| Venus   | 27° Fische       | 27° Jungfrau     |
| Mars    | 28° Steinbock    | 28° Krebs        |
| Jupiter | 15° Krebs        | 15° Steinbock    |
| Saturn  | 21° Waage        | 21° Widder       |

### Körperteile

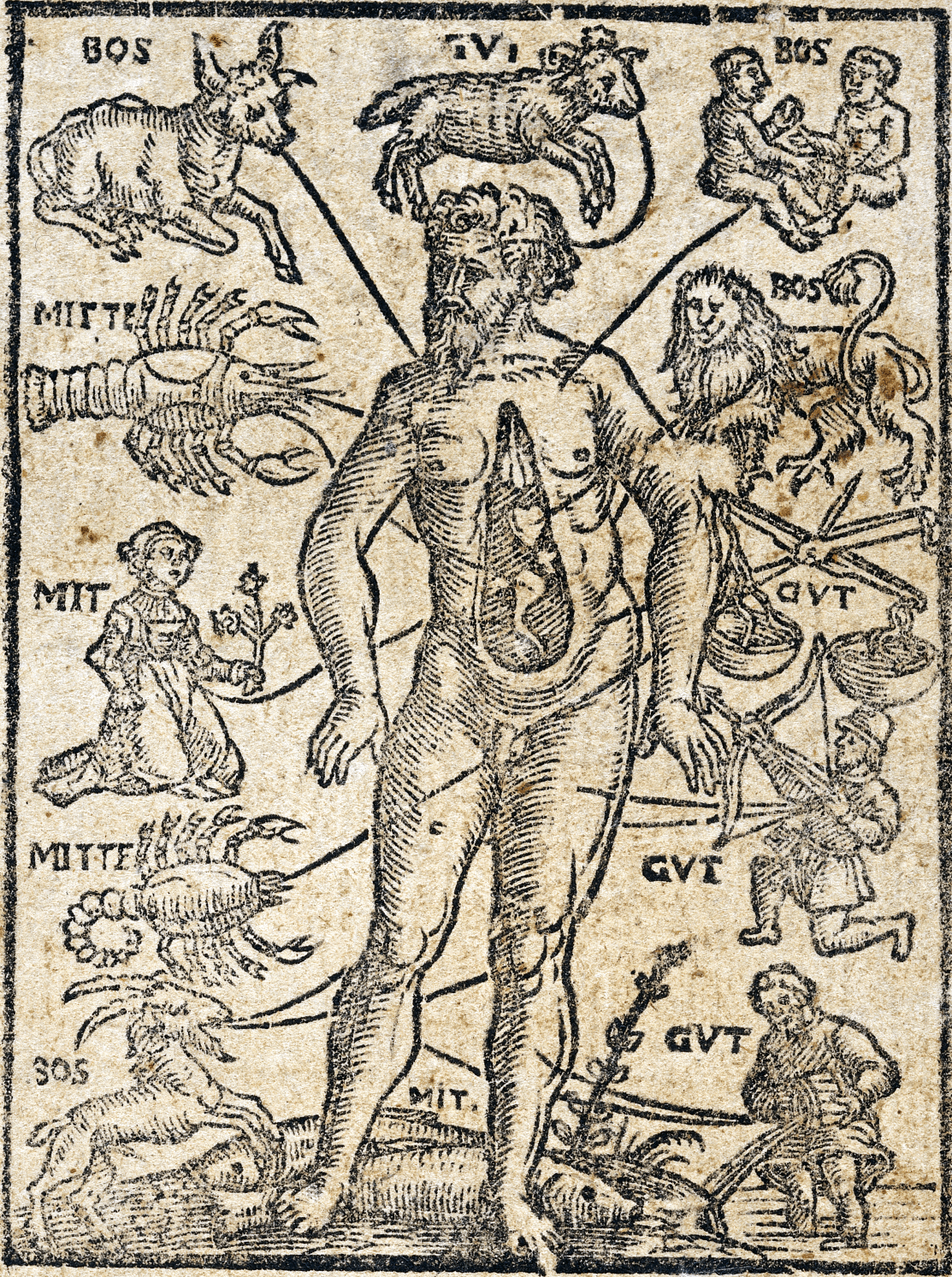
Homo signorum mit Qualifizierungen (bös, mittel, gut) in einem Druck von 1580

Die als Melothesie bezeichnete Zuordnung zwischen Tierkreiszeichen und Körperteilen ist seit dem 1. Jahrhundert vielfach belegt und auch seither im Wesentlichen unverändert überliefert worden. Sie folgt einfach der Reihenfolge der Tierkreiszeichen im Jahreslauf, beginnend mit dem Widder am Kopf bis zu den Fischen an den Füßen. Im Einzelnen ergibt sich:
| Tierkreiszeichen | Körperregion             | Körperteile / Organe          |
| ---------------- | ------------------------ | ----------------------------- |
| Widder           | Kopf                     | Augen, Nase, Ohren, Mund usw. |
| Stier            | Hals                     | Kehle                         |
| Zwillinge        | Schulter, Achseln, Arme  | Hände, Finger                 |
| Krebs            | Brustbereich             | Milz, Lungen, Rippen          |
| Löwe             | Bauchbereich             | Herz, Rücken, Seiten          |
| Jungfrau         | Bauch                    | Eingeweide                    |
| Waage            | Nabel, Lenden, Gesäß     | Nieren                        |
| Skorpion         | Schamregion              | Gebärmutter, Penis            |
| Schütze          | Hüftpartie, Oberschenkel |                               |
| Steinbock        | Knie                     | Kniescheiben                  |
| Wassermann       | Waden, Schienbeine       |                               |
| Fische           | Füße                     | Zehen, Sohlen, Fersen         |

Visualisierungen der Zuordnungen, in mittelalterlichen Manuskripten und frühneuzeitlichen Drucken sehr zahlreich, sind als Homo signorum bekannt.

### Geographische Zuordnungen
Im Tetrabiblos gibt Ptolemäus eine ausführliche Zuordnung von Tierkreiszeichen, Planeten und Weltgegenden. Dabei teilt er die Oikumene, die damals bekannte Welt, zunächst in vier Teile entsprechend den Himmelsrichtungen Nordwesten, Südosten, Nordosten und Südosten und ordnet diesen vier Teilen jeweils eine der oben beschriebenen Elementgruppen zu. Die Ost-West-Teilung erfolgt dabei durch das Mittelmeer vom Golf von Issos (heute der Golf von İskenderun, der östlichste Punkt des Mittelmeers an der türkischen Südküste) bis zu den Säulen des Herakles (die Straße von Gibraltar), die Nord-Süd-Teilung durch den Palus Maeotis (das Asowsche Meer), den Pontus (das Schwarze Meer), die Ägäis und den arabischen Golf.
Er unterscheidet dann weiter die näher am Zentrum der Welt, also die am Mittelmeer gelegenen Länder, von den weiter entfernten Gegenden und ordnet diesen ein anderes Weltviertel zu. Zum Beispiel entspricht den dem Element Feuer zugeordneten Zeichen Widder, Löwe und Schütze am Rand der Welt der Nordwesten, am Zentrum dagegen der Südosten.
| Element | Tierkreiszeichen                | Planet             | Weltviertel (Rand) | Weltviertel (Zentrum) |
| ------- | ------------------------------- | ------------------ | ------------------ | --------------------- |
| Feuer   | Widder, Löwe und Schütze        | Jupiter und Mars   | Nordwesten         | Südosten              |
| Erde    | Stier, Jungfrau und Steinbock   | Venus und Saturn   | Südosten           | Nordwesten            |
| Luft    | Zwillinge, Waage und Wassermann | Saturn und Jupiter | Nordosten          | Südwesten             |
| Wasser  | Krebs, Skorpion und Fische      | Mars und Venus     | Südwesten          | Nordosten             |

Ptolemäus geht jedoch über diese grobe Einteilung hinaus und ordnet jedem der Tierkreiszeichen und jeder der acht Regionen (Weltviertel und Lage im Zentrum oder am Rand) konkrete Gebiete der antiken Geographie zu:
| Tierkreiszeichen | Weltviertel (Rand) | Region (Rand)                                     | Weltviertel (Zentrum) | Region (Zentrum)                                 |
| ---------------- | ------------------ | ------------------------------------------------- | --------------------- | ------------------------------------------------ |
| Widder           | Nordwesten         | Britannien, Gallien, Germanien, Bastarnien        | Südosten              | Koilesyrien, Palästina, Idumäa, Judäa            |
| Stier            | Südosten           | Parthien, Medien, Persien                         | Nordwesten            | die Kykladen, Zypern, die Küste Kleinasiens      |
| Zwillinge        | Nordosten          | Hyrkanien, Armenien, Matiana                      | Südwesten             | Kyrenaika, Marmarika, Unterägypten               |
| Krebs            | Südwesten          | Numidien, Karthago, Afrika                        | Nordosten             | Bithynien, Phrygien, Kolchis                     |
| Löwe             | Nordwesten         | Italien, Gallia cisalpina, Sizilien, Apulien      | Südosten              | Phönizien, Chaldäa, Orchenien                    |
| Jungfrau         | Südosten           | Mesopotamien, Babylonien, Assyrien                | Nordwesten            | Hellas, Achaia, Kreta                            |
| Waage            | Nordosten          | Baktrien, Kaspeiria, Serika                       | Südwesten             | die Thebais, die Oasen, das Land der Troglodyten |
| Skorpion         | Südwesten          | Metagonium, Mauretanien, Gaetulien                | Nordosten             | Syrien, Kommagene, Kappadokien                   |
| Schütze          | Nordwesten         | Thyrrhenien, das Land der Kelten, Spanien         | Südosten              | Arabia Felix                                     |
| Steinbock        | Südosten           | Indien, Ariana, Gedrosien                         | Nordwesten            | Thrakien, Macedonien, Illyrien                   |
| Wassermann       | Nordosten          | Sarmatien, Oxiana, Sogdiana                       | Südwesten             | Arabien, Azania, Mittel-Äthiopien                |
| Fische           | Südwesten          | Phazanien, das Land der Nasamonen, der Garamanten | Nordosten             | Lydien, Kilikien, Pamphylien                     |

## Tierkreiszeichen in der Mundanastrologie

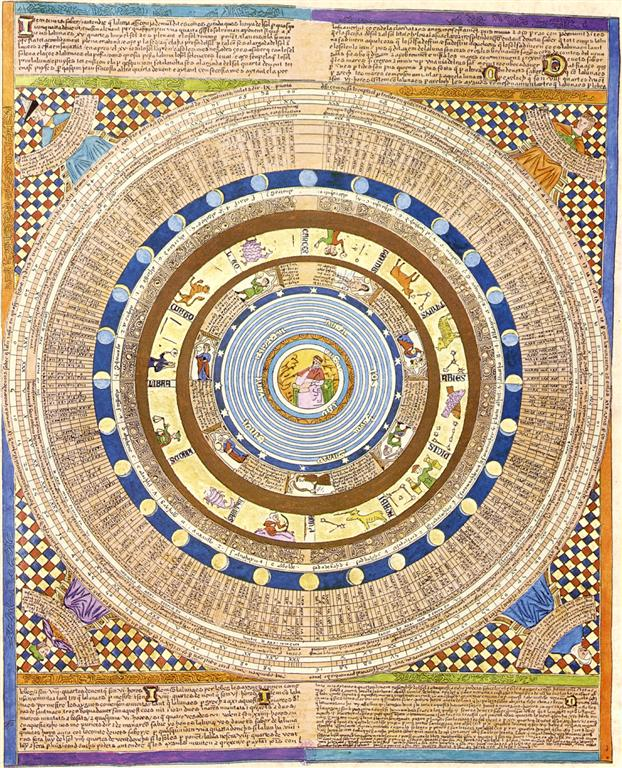
Tierkreis und Kalender mit zahlreichen Zuordnungen aus dem „Katalanischen Atlas“ von Abraham und Jehuda Cresques, 1375

Der Unterschied zwischen Individualastrologie und der Mundanastrologie ist im Wesentlichen, dass die Mundanastrologie auf die Deutung von Horoskopelementen verzichtet, die von einem spezifischen Ort abhängig sind und damit auf die Deutung der Häuser und insbesondere der Aspekte des Aszendenten. Ein solches Mundanhoroskop gilt also für die ganze Welt (daher „mundan“ von lateinisch mundus ‚Welt‘). Anders als ein Individualhoroskop mit dem sich binnen Minuten verändernden Aszendenten gilt es  mit den sich relativ langsam bewegenden Planeten für einen Tag oder länger.
Der Aufwand für die Erstellung eines Mundanhoroskops war bis zum Aufkommen von Astrologiesoftware und Internet auch geringer als bei einem Individualhoroskop. Es genügte, die Position der Planeten für einen bestimmten Zeitraum einer Ephemeridentafel zu entnehmen und anschließend die verschiedenen Deutungsaspekte der Beziehungen von Planeten und Tierkreiszeichen in einem mehr oder minder schlüssigen Bild zusammenzufassen. Da sich nur der Mond mit rund 13° pro Tag schnell bewegt, Merkur, Venus und Mars mit rund 1° pro Tag deutlicher langsamer sind und Jupiter und Saturn sich im Lauf eines Tages kaum bewegen, ist es möglich, Tages-, Wochen- und sogar Monatshoroskope zu erstellen, wobei man die Veränderungen innerhalb des Zeitraums (veränderte Stellung der Planeten in den Tierkreiszeichen und wechselnde Aspekte der Planeten untereinander) dann entsprechend berücksichtigt (zum Beispiel bei einer besonders günstigen Stellung des Merkur am Monatsende Reisen und Geschäfte vorzugsweise in diesem Zeitraum zu empfehlen). Solche Horoskope, sofern sie sich an Personen richten, beziehen dann in der Regel auch das Geburtstierkreiszeichen mit ein.
Da die Sonne selten um Mitternacht eines Tages des bürgerlichen Kalenders von einem Tierkreiszeichen in das nächste wechselt, ist die häufig zu findende allgemeine Einteilung von Mundanhoroskopen nach Kalendertagen für die Tierkreiszeichen ungenau. Der genaue Zeitpunkt des Übergangs variiert, da das Sonnenjahr nicht genau 365 Tage lang ist, von Jahr zu Jahr. So kann die Frühjahrstagundnachtgleiche (Sonne tritt in den Widder) nicht nur auf den 21. , sondern auch auf den 19., 20. oder 22. März fallen. Für die Bestimmung des Geburtsternzeichens einer Person genügt daher der Geburtstag nicht immer, unter Umständen muss auch das Geburtsjahr und eventuell sogar die Uhrzeit bekannt sein.
Ein Mundanhoroskop gilt, wie der Name schon sagt, „für alle Welt“. Daher werden diese, vor allem in der Form von astrologischen Jahrbüchern und Zeitungshoroskopen, von professionellen Astrologen mit Herablassung betrachtet und als Trivial- bzw. Populärastrologie bezeichnet.
Das tat und tut der Popularität dieser Form von Astrologie jedoch keine Abbruch. Schon Juvenal mokierte sich über die römischen Damen, die für jede tägliche Kleinigkeit erst die Planetenstellung erkunden oder mit Hilfe der Zahlen des Thrasyllos, einem seinerzeit populären astrologischen Tafelwerk, gleich selbst Prognosen erstellen.

## Tierkreiszeichen in Kunst und Kultur

### Mittelalter und Renaissance
Im Mittelalter war die Rezeption astrologischer Literatur auf wohlhabende und gebildete Kreise beschränkt. Zu den prachtvollsten Beispielen solcher Luxusgegenstände gehören die sogenannten Stundenbücher, reich illustrierte private Andachtsbücher, zu deren bekanntesten Beispielen das von einem anonymen Meister um 1450 gefertigte Stundenbuch von Sir John Fastolf gehört, dem die Bilder in der obigen Liste der Tierkreiszeichen entnommen sind. Das berühmteste Stundenbuch sind wohl die Très Riches Heures des Duc de Berry (ca. 1416). Eine Abbildung darin zeigt einen Homo signorum im Tierkreis.
Abbildungen des Homo signorum, oft gepaart mit einem sogenannten Aderlassmännchen, das, versehen mit den Tierkreiszeichen (lateinisch duodecim signis), bildlich zodiakale Aderlassregeln darstellt, sind in mittelalterlichen Manuskripten und frühneuzeitlichen Druckschriften sehr zahlreich zu finden. Häufig erscheinen die Tierkreiszeichen auch als begleitende Ikonographie in Zyklen von Monatsbildern und in Darstellungen der Planetenkinder, zum Beispiel an zentraler Stelle in den Monatsbilder im Palazzo Schifanoia in Ferrara (1469/1470).
Die breite Öffentlichkeit begegnete der Astrologie und damit den Tierkreiszeichen in Form von mit astrologischen Informationen angereicherten Kalendern und in astrologischen Elementen öffentlicher Kunstwerke. Häufig erscheint dann der Tierkreis in der Funktion der Symbolisierung des Weltganzen, zum Beispiel an Kirchenportalen oder auf Gemälden als kreisförmiger Rahmen für Welt und Schöpfung, aber auch als Symbol des Jahreslaufs und allgemein für die zyklische Zeit.
Vor allem was mittelalterliche Darstellungen  betrifft, so herrschte bei in Europa weniger verbreiteten Tierarten wie etwas dem Skorpion, aber auch dem Löwen, oft erhebliche Unsicherheit betreffend der Erscheinung, so zum Beispiel bei dem eher lurchähnlichen „Skorpion“ am Nordportal von Chartres.
Ab dem Ende des Mittelalters verbreitete sich der Gebrauch astronomischer Instrumente, darunter vor allem das Astrolabiums, das auf seinem Ekliptikkreis Markierungen und Gradzahlen für die Tierkreiszeichen aufweist, sowie die Armillarsphäre. Astrolabien und Armillarsphären fanden praktische Verwendung als wissenschaftliche Instrumente, dienten aber auch als kostbares Geschenk und Repräsentationsobjekt.
Vom Prinzip her mit dem Astrolabium verwandt sind die sogenannten astronomischen Uhren, die ab dem späten Mittelalter zum Beispiel als Rathausuhren installiert wurden.

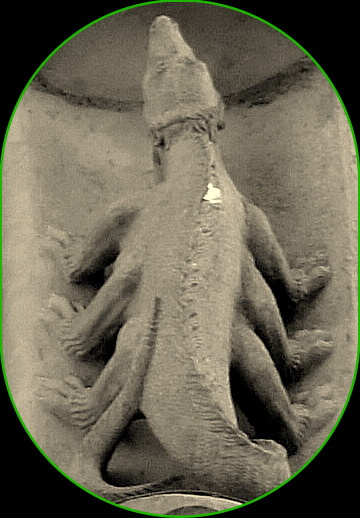
Lurchähnlicher „Skorpion“ am Nordportal der Kathedrale von Chartres
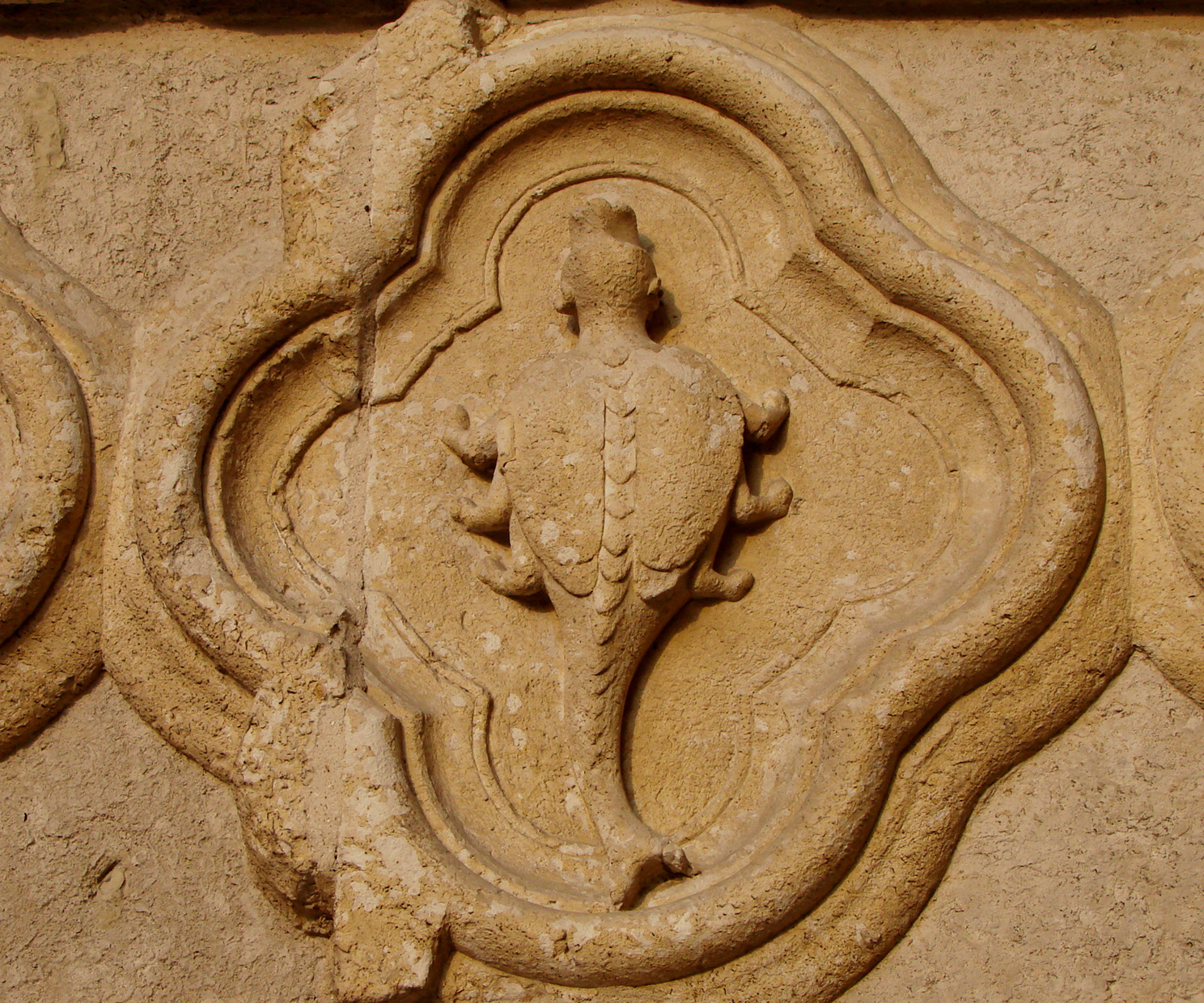
Sechsfüßige „Skorpion“-Schildkröte an der Fassade der Kathedrale von Amiens
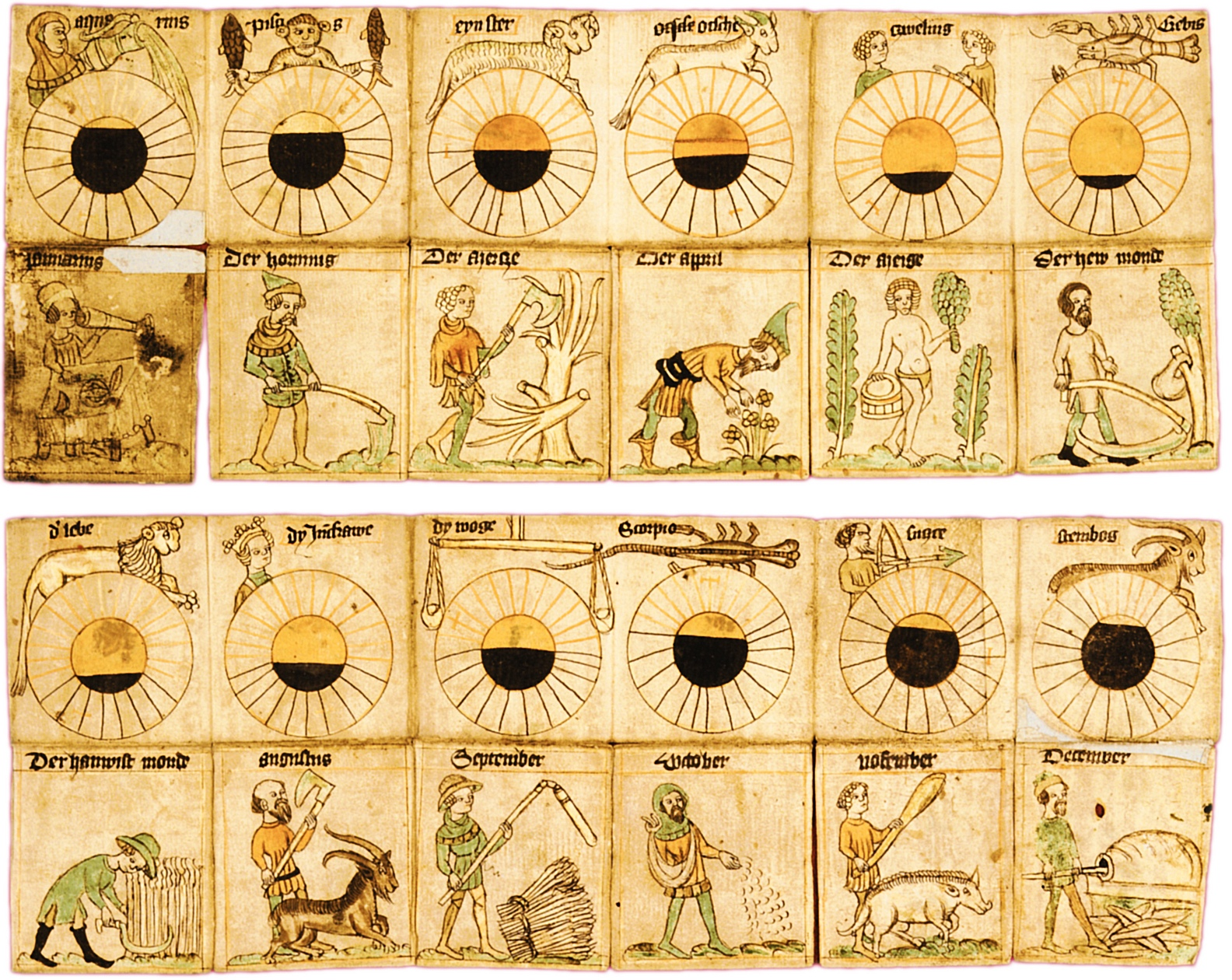
Faltkalender mit Tierkreiszeichen des Monats, Tageslängen und zu verrichtender Tätigkeit (um 1400)
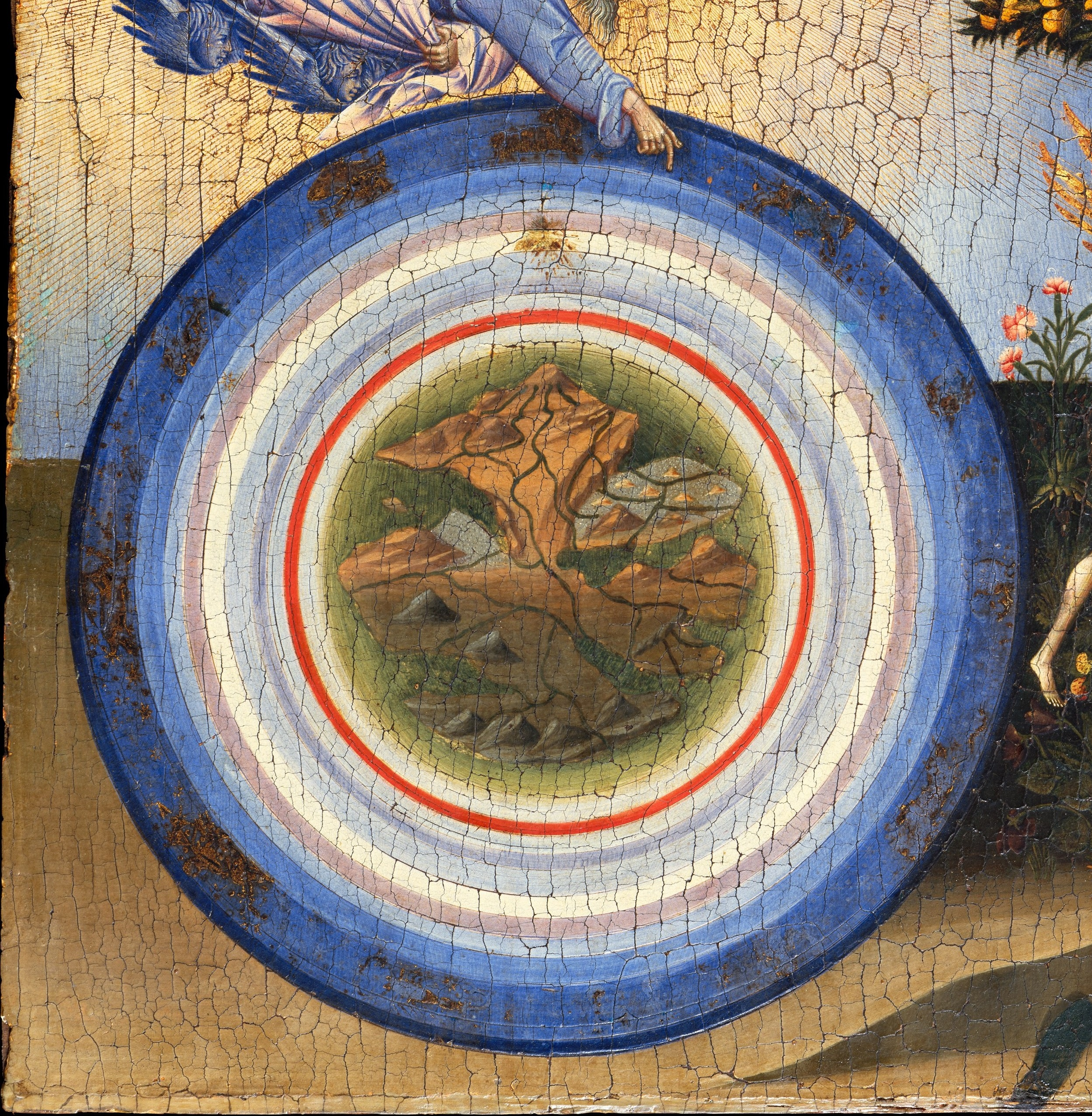
Die Erde umrahmt vom Tierkreis (Detail aus Erschaffung der Welt von Giovanni di Paolo, 1445)
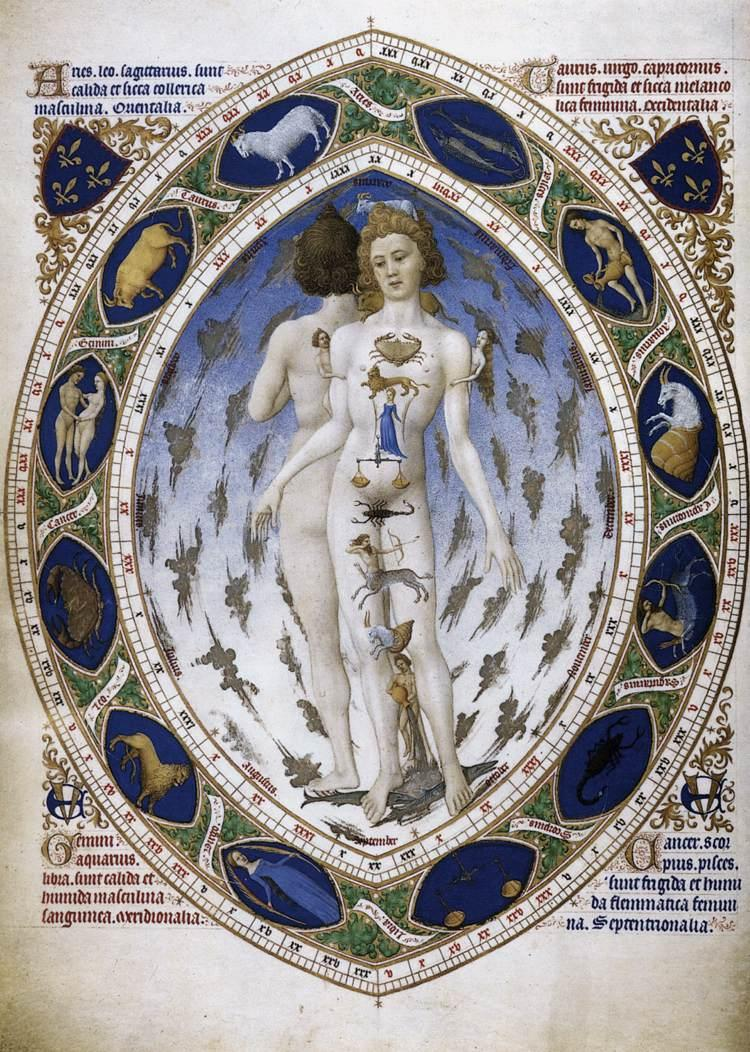
Homo signorum im Tierkreis, Miniatur aus Les très riches heures des Duc de Berry (ca. 1416)
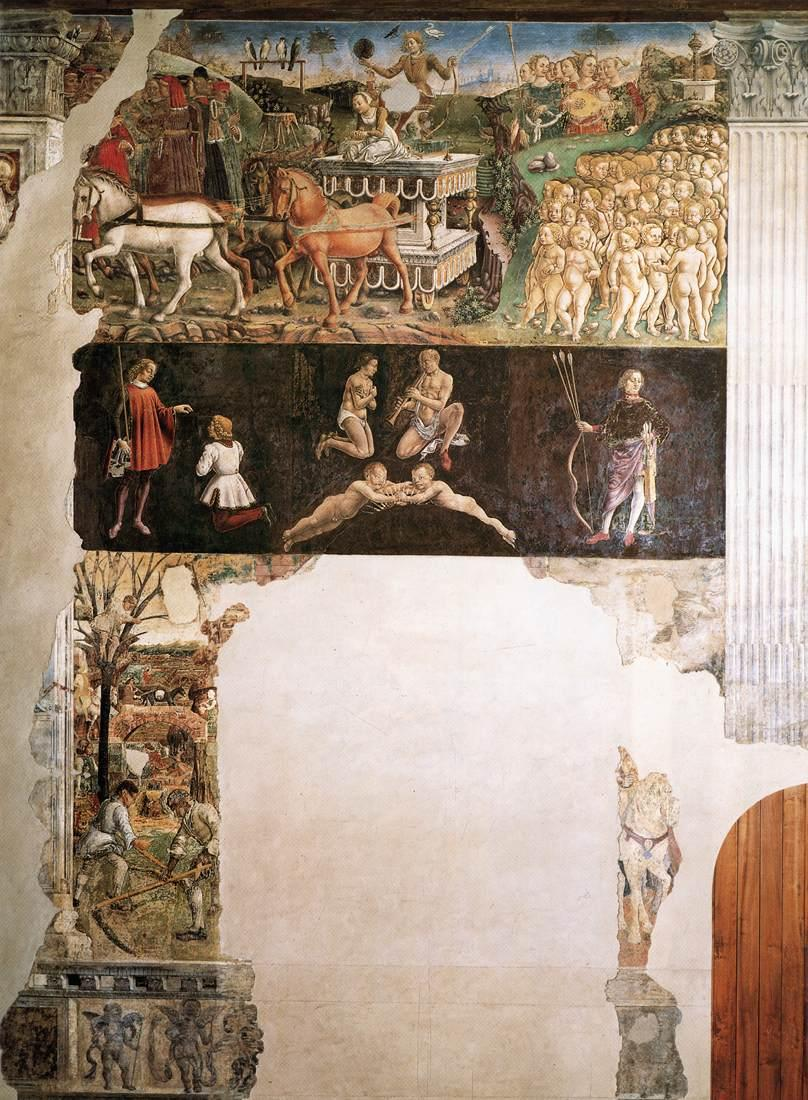
Monatsbild Mai mit den Zwillingen im Palazzo Schifanoia
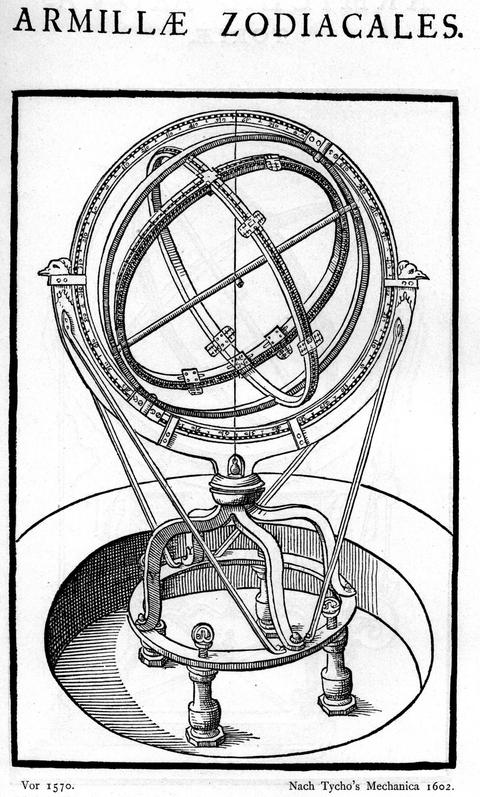
Tycho Brahes Armillarsphäre (vor 1570)
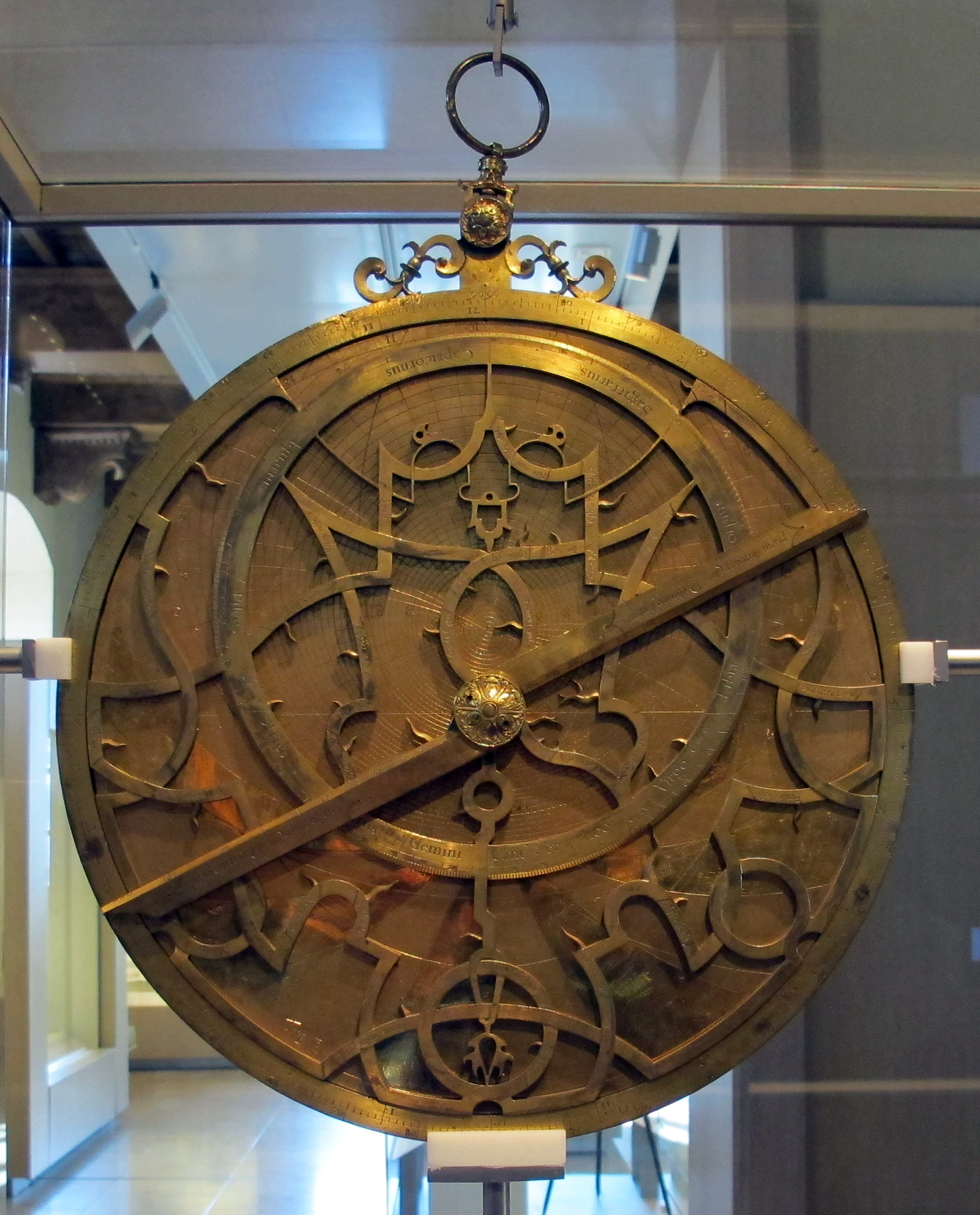
Astrolabium von Gerhard Mercator (um 1570)
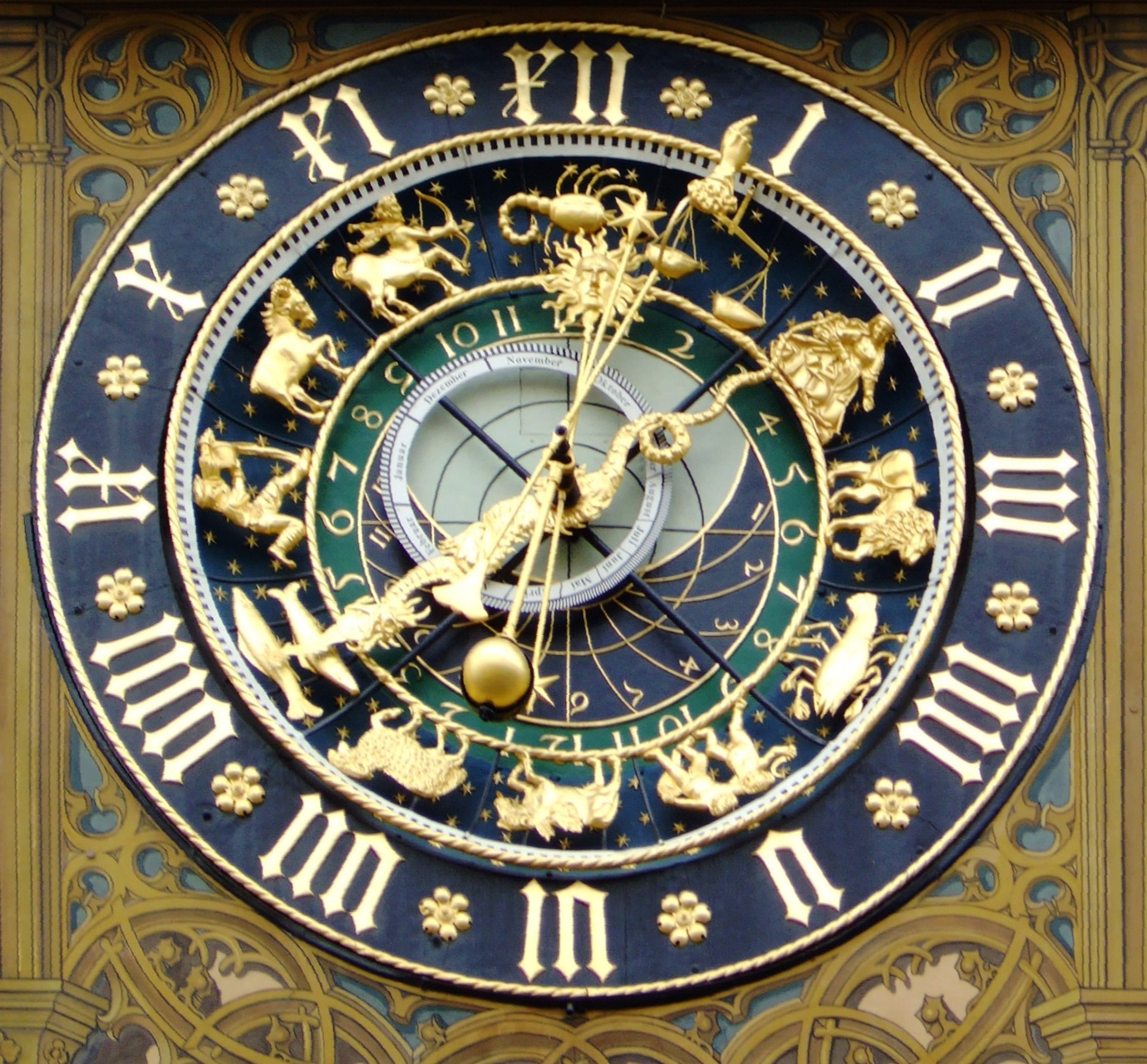
Astronomische Uhr mit Drachenzeiger am Rathaus von Ulm
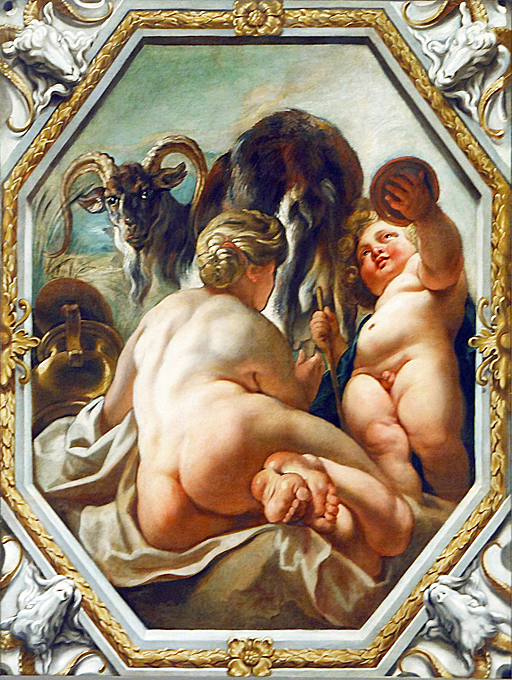
Tierkreis-Zyklus von Jacob Jordaens, hier der Steinbock (ca. 1640)
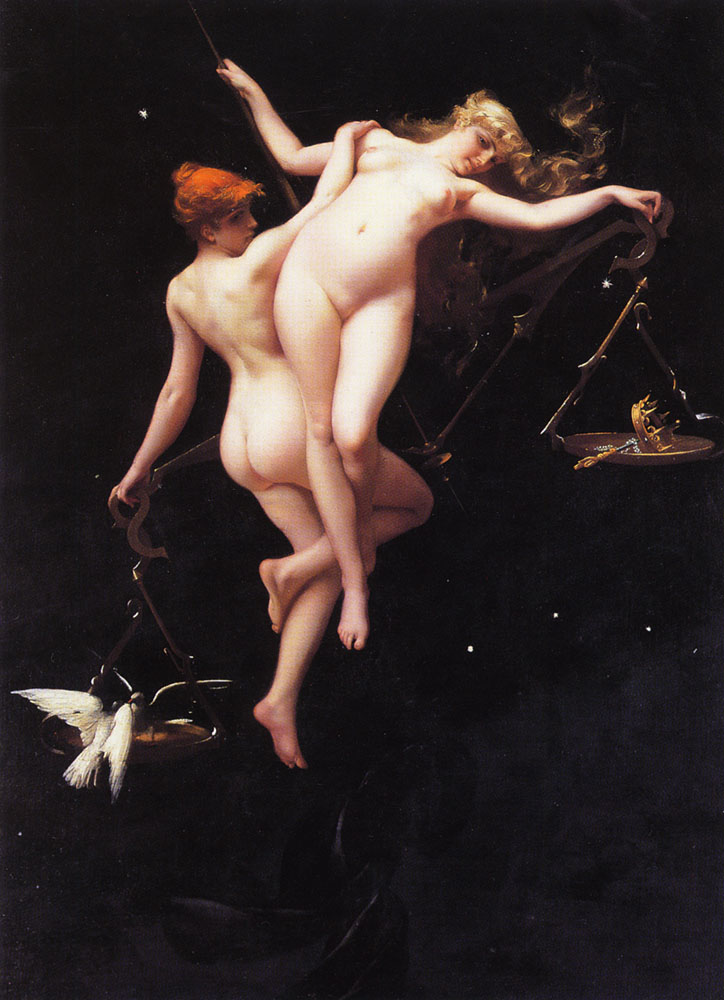
Die Waage des Tierkreises von Luis Ricardo Falero

### Neuzeit
Mit der Erfindung des Buchdrucks im 15. Jahrhundert wuchsen die Verbreitungsmöglichkeiten für astrologische Literatur sprunghaft.
Mit astrologischen Informationen angereicherte Kalender in Form von Einblattdrucken und Almanachen fanden große Verbreitung und erstmals erschienen Ephemeriden in höheren Auflagen, natürlich vor allem für nautische Zwecke.
Die Renaissance hatte die antiken Autoren wiederentdeckt, deren astrologische Schriften konnten nun im Druck erscheinen. Eine erste Ausgabe des griechischen Textes des Tetrabiblos zusammen mit einer lateinischen Übersetzung erschien 1535, eine zweite lateinische Übersetzung von Philipp Melanchthon erschien 1553. Die frühe Neuzeit war zugleich eine Blütezeit der Alchemie. Für alchemistische Operationen mussten jedoch auch die Stellungen der Planeten in den Tierkreiszeichen bekannt sein und berücksichtigt werden. Auch in der Medizin mussten Planeten und Tierkreiszeichen berücksichtigt werden, und zwar nicht nur beim Aderlass.
Mit der Hinwendung zum heliozentrischen Weltbild nach Galilei begann das Ansehen der Astrologie zwar langsam zu sinken und erreichte in der Aufklärung und dem 19. Jahrhundert einen Tiefpunkt, zugleich wurden aber die Tierkreiszeichen in der Bildenden Kunst gerne und unbefangen als Bildprogramm benutzt. Ein Beispiel ist der barocke Tierkreiszeichen-Zyklus von Jacob Jordaens, in dessen Bildern die Tierkreiszeichen gegenüber dem nackten Fleisch stark in den Hintergrund treten. Ähnliches lässt sich auch von manchen Werken des 19. Jahrhunderts sagen, zum Beispiel einige der Bilder von Luis Ricardo Falero.

### Gegenwart
Seit Anfang des 20. Jahrhunderts erfreut sich die Astrologie einer zunehmenden Popularität und damit auch Tierkreisliteratur und -symbolik. Tierkreisbücher aller Arten und Ausprägungen erscheinen in großen Auflagen, kaum eine Zeitung oder Zeitschrift kommt ohne Horoskop aus, Tierkreiszeichen sind auf Gebrauchsgegenständen und Schmuck allgegenwärtig (T-Shirt, Kaffeetasse, Anhänger etc.), es gibt Fernsehkanäle speziell für Astrologie und auch das Internet ist selbstverständlich voll mit Astrologie. Sie ist in der westlichen Kultur ein Bestandteil des Alltags geworden.
In der modernen Kunst spielt der Tierkreis kaum mehr eine Rolle, von Ausnahmen abgesehen, wie etwa dem Zodiak-Zyklus des niederländischen Künstlers Johfra Bosschart.
Ein Beispiel für die Rezeption des Tierkreises in der modernen Musik ist Karlheinz Stockhausens Tierkreis Nr. 41½ – 12 Melodien der Sternzeichen (1974/1975).

## Tierkreiszeichen und Wissenschaft
Mit der Tierkreisastrologie befasste sich auch das dänisch-deutsche Forscherteam um Peter Hartmann in einer großangelegten Studie. Es wertete die Daten von insgesamt mehr als 15.000 Personen statistisch aus und stellte fest, dass ein Zusammenhang zwischen Geburtsdatum – und damit auch dem Tierkreiszeichen, in dem zum Zeitpunkt der Geburt die Sonne steht – und individuellen Persönlichkeitsmerkmalen nicht nachgewiesen werden konnte.
Ungeachtet dessen werden immer wieder Studien durchgeführt, die nach Zusammenhängen zwischen dem Geburtsmonat und bestimmten körperlichen, kognitiven und psychischen Eigenschaften suchen. Diese Studien werden von Astrologen als Nachweis der Korrektheit ihrer vermeintlichen „Wissenschaft“ ins Feld geführt, belegen aber letztlich völlig natürliche Zusammenhänge, zum Beispiel der Ernährungssituation der Mutter in verschiedenen Phasen der Schwangerschaft in Abhängigkeit von den Jahreszeiten.
Dass die doppelsinnigen, vagen und allgemeingültigen Formulierungen, wie sie in Zeitungshoroskopen und ähnlichen Publikationen die Regel sind, von den Lesern als oft erstaunlich treffend empfunden werden, wird dem sogenannten Barnum-Effekt zugeschrieben.

## Tierkreiszeichen in außereuropäischen Kulturen
In China war der Tierkreis historisch unbekannt; man nutzt dort andere Referenzsysteme.
Die Erdzweige (landläufig „chinesische Tierzeichen“ genannt) haben nichts mit dem Sternhimmel zu tun, sondern sind ein Nummerierungssystem des chinesischen Kalenders, der als astronomischer Kalender auf die tatsächliche Sonnenbahn bezogen ist. Sie gehen vermutlich auf die antike Dodekaetris zurück.
In der indischen Astrologie sind die 30 Grad großen Tierkreiszeichen an die Sternbilder gebunden und wandern mit ihnen allmählich durch die Jahreszeiten. Diese Art der Astrologie bezeichnet man als siderische Astrologie im Unterschied zur tropischen Astrologie mit an den Frühlingspunkt gebundenen Zeichen.
Die 27 indischen Nakshatra sind mit den arabischen Mondhäusern verwandt und haben daher eine gemeinsame Wurzel mit dem hellenistischen Tierkreis.
Ähnlich wie die indische kennt auch die tibetische Astronomie 12 gleich große Tierkreiszeichen, aber auch hier sind die 27 Mondhäuser von großer Bedeutung.